# Urban Justice
Urban Justice is een Amerikaanse actiefilm van regisseur Don E. FauntLeRoy die is uitgebracht in 2007 als direct-to-video.
De oorspronkelijke titel was Once Upon a Time in the Hood en in het Verenigd Koninkrijk kwam de film uit met de titel Renegade Justice.
Steven Seagal speelt de hoofdrol als Simon Ballister die wraak neemt op de dood van zijn zoon.

## Rolverdeling
- Steven Seagal - Simon Ballister
- Eddie Griffin - Armand Tucker
- Carmen Serano - Alice Park
- Liezl Carstens - Linda
- Kirk B.R. Woller - Frank Shaw
- Jade Yorker - Gary Morrison
- Jermaine Washington - Rasheed
- Danny Trejo - El Chivo
- Josh Berry - Detective Brown
- Jesus Jr. - Jesus